# ×Hainardiopholis
× Hainardiopholis là một chi thực vật có hoa trong họ Hòa thảo (Poaceae).

## Loài
Chi × Hainardiopholis gồm các loài: